# Внезапное нападение
«Внезапное нападение» (англ. Ambushed) — детективный триллер с элементами драмы режиссёра Эрнеста Дикерсона.

## Сюжет
Чернокожий полицейский Джерри Робинсон и его молодой напарник Эрик Неттлер расследуют дело о зверском убийстве лидера фашистской банды. Единственным свидетелем убийства оказывается маленький сын убитого. Мальчик как выясняется сам одержим идеями отца. Вскоре Джерри Робинсон оказывается подставленным. Он пытается выйти живым из смертельной игры, в которую его втягивает обезумевшая банда фашистов…

## В ролях
| Актёр            | Роль            |
| ---------------- | --------------- |
| Роберт Патрик    | Шэннон Херральд |
| Вирджиния Мэдсен | Люси Монро      |
| Кортни Вэнс      | Джерри Робинсон |
| Джереми Леллиотт | Эрик Неттлер    |
| Уильям Форсайт   | Майк Органски   |
| Дэвид Кит        | Лоуренс         |
| Билл Нанн        | Уоттс Фэтбой    |
| Уильям Сэдлер    | Джим Нэттер     |
| Карл Эспи        | Бин             |